# Strada statale 696 dir Vestina
La strada statale 696 dir Vestina (SS 696 dir) è una strada statale italiana il cui percorso si snoda interamente in Abruzzo.

## Itinerario
Rappresenta una diramazione della SS 696 che dal centro abitato di Celano si distacca in direzione di Paterno, frazione di Avezzano, dove si innesta sulla SS 5.

## Storia
La precedente classificazione di questa arteria era strada statale 5 bis dir Vestina per il periodo che va dal 1960 al 2001, quando venne poi declassata.
Nell'ambito della statizzazione di un'arteria che servisse il Parco naturale regionale Sirente-Velino, fu decisa la riorganizzazione delle strade statali della zona e così l'arteria ottenne la classificazione attuale col decreto del Presidente del Consiglio dei Ministri del 21 giugno 2005 col seguente itinerario: "Innesto con la S.S. n. 696 a Celano - Bussi - Innesto con la S.S. n. 5 presso Paterno".

## Strada statale 696 dir/A Vestina
La strada statale 696 dir/A Vestina (SS 696 dir/A) è una strada statale italiana il cui percorso si snoda interamente in Abruzzo.
Si tratta di un collegamento di meno di mezzo chilometro tra la SS 696 dir e la strada statale 5 Via Tiburtina Valeria alle porte del centro abitato di Paterno.
Ha ottenuto la classificazione attuale nel 2013 col seguente itinerario: "Innesto con la S.S. n. 696 Dir (Km 6+800) - Innesto con la S.S. n. 5 (Km 122+300) presso Paterno".